# Lucha Libre AAA Worldwide
Lucha Libre AAA Worldwide, cuyo antiguo nombre era Asistencia, Asesoría y Administración de Espectáculos, S.A. de C.V., conocida como La Caravana 3 Veces Estelar,  es una promoción de Lucha libre profesional con sede en México fundada el 30 de abril de 1992 por Antonio Peña Herrada en la Ciudad de México. Desde su fundación, ha celebrado una serie de pagos por evento y ha promovido varios espectáculos no solo en suelo mexicano, sino también en los Estados Unidos, Colombia, Argentina y Japón. La AAA es famosa por sus llamativos personajes (o gimmicks) de estilo local.
AAA se ha ganado una reputación por sus trucos y personajes extravagantes, y sus estilos de lucha más extremos. Además del tradicional cuadrilátero, la promoción utiliza ocasionalmente un ring hexagonal. La empresa ha mantenido relaciones de trabajo con otras promociones mexicanas, así como con varias empresas estadounidenses, como Total Nonstop Action Wrestling (TNA), Major League Wrestling (MLW) y All Elite Wrestling (AEW).
El 19 de abril de 2025, WWE a través de su grupo propietario TKO Group Holdings (cuya propiedad mayoritaria es de Endeavor), y el grupo mexicano de deportes y entretenimiento Fillip anunciaron la adquisición de AAA como parte de su estrategia de expansión global. Se espera que la adquisición se cierre en el tercer trimestre de 2025.

## Historia

### Inicios (1992-1993)
AAA data del 15 de mayo de 1992, cuando el booker del Consejo Mundial de Lucha Libre, Antonio Peña, renunció con la empresa a favor de establecer su propia compañía junto con Konnan como booker principal, con Televisa como dueño y principal inversor, y una gran parte del talento joven y emocionante del CMLL. Esto dejó al CMLL con un plantel de edad madura y un futuro aparentemente sombrío. AAA también observó el talento de otras promociones, ya que encontraron y firmaron con los nativos de Tijuana, Rey Misterio, Jr. y Psicosis. La compañía floreció con el talento de la talla de El Hijo del Santo, Octagón, Blue Panther y Heavy Metal, y poseía asistencias altas por Los Gringos Locos, Cien Caras, Konnan y Perro Aguayo. La creciente popularidad de AAA pronto causaría rivalidad con Universal Wrestling Association por dejarlo en quiebra y Peña rápidamente firmaría con luchadores de alto rango como Canek, Dos Caras y Los Villanos.

### Época dorada y popularidad (1993-2006)
La época dorada de AAA (de 1993-1995) alcanzó su punto máximo con el pago por evento Cuando los mundos chocan, promovido en conjunto con la World Championship Wrestling (WCW) y difundido en Estados Unidos en 1994. Semanas después del show, Art Barr (un integrante clave de Los Gringos Locos) murió mientras visitaba a su familia. Como resultado, AAA dejó vacante el Campeonato en Parejas de AAA y esto llevó a la salida de los integrantes del stable (en Los Gringos Locos) Eddie Guerrero y Madonna's Boyfriend. El Hijo del Santo también se marchó como resultado de problemas creativos y estrellas como Fuerza Guerrera y Blue Panther pronto también la dejarían cuando la economía mexicana comenzó a disminuir (lo que dio lugar a la incapacidad de la compañía para ofrecer mucho trabajo). Muchos luchadores, incluyendo a Rey Misterio, Jr., Psicosis, La Parka y Juventud Guerrera también se irían a la WCW en 1996, así como a la promoción de Konnan, "Promo Azteca". A principios de 1997, AAA estableció un acuerdo de trabajo con la WWE, pero el único resultado significativo fue que varios luchadores se presentaron en el Royal Rumble de 1997. Además, después de la crisis de 1995, Televisa liquidó a la empresa, y Peña formó una nueva promoción de la que era, ahora sí, el propietario: Promociones Antonio Peña, S.A. (PAPSA), aunque siguió usando el nombre de AAA, que por algunos años siguió siendo marca registrada de Televisa.

### Muerte de Antonio Peña y legado (2006-2010)
El 6 de octubre de 2006, el fundador Antonio Peña murió de un ataque al corazón. Ahora la hermana de Antonio Peña, Marisela Peña, maneja AAA financieramente. Mientras que el cuñado de Antonio Peña, Joaquín Roldán (Q. E. P. D.) y su sobrino, Dorian Roldán Peña, sirven como directores de operaciones. En 2008 Lucha Libre USA presentó el segundo pago por evento de AAA en Estados Unidos, Legendary Battles of Triplemania. En 2009, AAA anunció el lanzamiento oficial del videojuego titulado originalmente AAA El Videojuego. El juego fue retitulado más adelante Lucha Libre AAA: Héroes del Ring por la distribuidora del juego, con la fecha de lanzamiento prevista para 2010. el 17 de marzo, AAA se separa en 2 partes, AAA Evolution y AAA Fusión. el primero dirigido por Dorian Roldan y el segundo por Joaquín.

### Relación de trabajo con TNA Wrestling (2010-2014)
AAA desarrolló una relación de trabajo con Total Nonstop Action Wrestling en 2004. A través de la relación, AAA envió a los luchadores Juventud Guerrera, Héctor Garza, Abismo Negro, Heavy Metal y Mr. Águila a la TNA para competir en el America's X-Cup Tournament como un contingente conocido como Team México. Team México dominó la America's X-Cup Tournament, derrotando al Team USA, en la primera ronda antes de retener la copa en contra de ambos Team Canada y Team Britain. Finalmente perdieron la World-X Cup, donde se vio al Team USA derrotar al Team Canada y Team México en la final de Ultimate X para ganar la copa. Por múltiples razones la TNA y AAA rompieron su relación de trabajo a finales de 2004. La TNA continuó utilizando luchadores, pero optó por contratarlos individualmente en lugar de trabajar a través de AAA. Se rumora que esta ruptura se debió a problemas que la empresa tenía con el propietario de AAA, Antonio Peña, que se decía era a veces un hombre con el que era difícil de trabajar. En 2006, AAA y la TNA trabajaron de nuevo en un evento en Toreo de Cuatro Caminos, utilizando algunos talentos y escenarios de la TNA (que incluye el túnel y los láseres). Después de que Konnan dejara la TNA en junio de 2007 cualquier posibilidad de relación de trabajo desapareció, especialmente dado que Konnan presentó una demanda por discriminación racial contra la TNA, posteriormente rechazada. Después la TNA comenzó una relación de trabajo con el rival de AAA, el CMLL. Sin embargo, en febrero de 2010 las empresas comenzaron una vez más una relación de trabajo y empezaron a intercambiar talento.

### Llegada de Lucha Underground (2014-2015)
El 12 de enero de 2014, se anunció que, con el apoyo de Mark Burnett, AAA comenzaría a emitirse un programa en la red de América El Rey en la segunda mitad del año. El programa semanal de una hora estaría acompañada de especiales mensuales y trimestrales, así como de pay-per-view en vivo. El espectáculo, titulado Lucha Underground, que se estrenó el 29 de octubre de 2014.

### El declive de AAA y muerte de Roldán (2015-2017)
A principios de 2015, AAA comenzó una serie de problemas a lo largo de ese mismo año como la cancelación de Rey de Reyes (la cual se pospuso el 18 de marzo), el inesperado fallecimiento de El Hijo del Perro Aguayo (la cual afectó el plan estelar de Triplemanía XXIII), los fracasos de eventos principales como Triplemanía XXIII por su mala producción, sin rivalidad y seguido de Heroes Inmortales VIII por sus malas luchas. Tras estas consecuencias algunos luchadores provocaron su salidas de la empresa como el caso de Myzteziz (quien regresó a la empresa rival CMLL, después de Heroes Inmortales VIII), siguiendo a El Patrón Alberto (quien regresó a la empresa estadounidense WWE en el evento Hell in a Cell) y la salida inesperada de Cibernético e incluso su otra cancelación del evento Guerra de Titanes (la cual se pospuso hasta en enero de 2016), lo que todo esto, se consideró el peor año en su historia de AAA.
Iniciando el 2016, algunos luchadores como Electroshock, Octagon Jr., Steve Pain, Lady Maravilla, Blue Demon Jr., Chris Masters, El Hijo del Pirata Morgan, Rey Mysterio Jr., Jack Evans, Fénix, Taurus y principalmente el director creativo Konnan; dejaron la compañía a pesar de sus logros, esto a raíz de pésimos manejos creativos y falta de liquidez en los pagos.
Por otra parte, se destacó los debuts de algunos como Big Mami, Dave The Clown, Máximo y La Máscara y la reaparición de otros como Ayako Hamada, Pirata Morgan, Máscara de Bronce (antes conocido como Gotita de Plata), Scorpio Jr, Intocable, Psicosis (II). A pesar de que algunos luchadores como Brazo de Oro, Fishman y Gran Apache murieron algunas fechas, aun así deja sus mejores logros.
Sorpresivamente en enero de 2017, los luchadores como Pentagón Jr., Daga y Garza Jr. aparecieron en una función de The Crash dando por hecho su salida de AAA. Posteriormente también dejaría la empresa El Zorro dejando en buenos términos. El 8 de abril de 2017, Joaquín Roldán falleció víctima de cáncer, por lo que los amantes del cuadrilátero se encuentran de luto. Se quedan al mando de la compañía Marisela Peña Herrada como la actual presidenta y Dorian Joaquín Roldán Peña como el director general. A mediados de julio, Taya Valkyrie dejaría también la empresa debido a su descontento por su manejo creativo por el Vampiro tras despojarle su Campeonato Reina de Reinas de AAA injustificadamente. 
Durante el 2017, AAA estrechó lazos nuevamente con Impact Wrestling y con la promoción japonés Pro Wrestling NOAH. Durante el mes de noviembre de 2017 se anunció la grabación de una cuarta temporada de Lucha Underground, donde gran parte del talento de AAA es protagonista.

### Relación de trabajo con Lucha Libre Elite (2018-2019)
En abril y mayo de 2018, alguno luchadores como Teddy Hart, Juventud Guerrera y Taurus hacen su regreso a la empresa portando sus playeras de Liga Elite, tratandose sobre un posible alianza entre AAA y Liga Elite. El 4 de junio en Verano de Escándalo, Jeff Jarrett (ahora como miembro del Salón de la fama de la WWE) hace su regreso después de 3 años fuera de AAA, donde venció a Rey Wagner y a Rey Mysterio Jr. para ganar el Megacampeonato de AAA con la ayuda de Konnan, quién también hace su regreso después de 2 años.
A razón de esto, algunos luchadores como Johnny Mundo, Último Gladiador, El Mesías, Dark Cuervo y Dark Escoria dejaron la empresa. A esto se añade la incorporación de Sammy Guevara, Starfire, Vanilla, Chik Tormenta, Puma King, Dragon Bane y Arez.
El 26 de junio, en la conferencia de prensa, AAA confirmó su alianza entre Lucha Libre Elite y además también confirmó un evento grabado para la televisión en colaboración con la empresa Elite llamado "AAA vs. Elite".

### Nueva era y expansión mundial (2019)
El 1 de febrero de 2019, AAA anunció el fin de relación laboral con Televisa tras 27 años cambiándose a la televisora Multimedios. Sin embargo el 3 de febrero luego de que las transmisiones de Super Bowl LIII había concluido, AAA llegó a un acuerdo con TV Azteca para transmitir sus luchas en Azteca 7.
El 7 de febrero de 2019, AAA anunció oficialmente una relación de trabajo con la promoción estadounidense All Elite Wrestling (AEW).
El 4 de abril de 2019, AAA anunció en la conferencia de prensa que su primer evento en los Estados Unidos se llamaría Invading NY que se celebraría en el Madison Square Garden el 15 de septiembre de 2019 en Nueva York. Más adelante, en la conferencia de prensa, AAA anunció que también celebraría su segundo evento en Estados Unidos con fecha que se anunciará en The Forum en Inglewood, California; el evento se llevaría a cabo 13 de octubre de 2019 y se llamaría Invading LA. El 16 de agosto de 2019, Pro Wrestling Insider informó que AAA decidió dirigir a Hulu Theatre en lugar de Madison Square Garden después de reunirse con ejecutivos de MSG para trasladar el lugar del evento debido a la baja venta de entradas.

### AAA y la pandemia del COVID-19 (2020-2024)
A mediados de marzo de 2020, AAA comenzó a cancelar o posponer todos sus eventos televisados tras la pandemia de COVID-19, por lo que al siguiente mes, se creó un torneo llamado Lucha Fighters que consiste en 12 luchadores y 8 luchadoras.
Durante el receso indefinido por contingencia sanitaria por la pandemia de COVID-19 en México, el 20 de julio de 2020, AAA anunció su proyecto llamado "AutoLuchas" en donde consiste una función donde se puede ver a través desde un automóvil. El 24 de septiembre, AAA anunció que regresaría a principios de octubre sus primeras funciones en el Autódromo Hermanos Rodríguez tras dicho proyecto anunciado.
El 2 de febrero de 2021, la empresa firmó una alianza con la SECTUR para promover los destinos turísticos de México llevándole el nombre de la gira como "Lucha por la Identidad Nacional" incluyendo los PPVs como Rey de Reyes y Verano de Escándalo.
El 14 de agosto de 2021, Triplemanía XXIX se llevó a cabo en la Arena Ciudad de México marcando el primer evento con el regreso de los aficionados pero limitado, esto por razones de bioseguridad. Posterior a esto, Heroes Inmortales XIV fue el segundo PPV que contó con público presente aunque limitado.

### Asociación con WWE y adquisición por parte de TKO (2025-presente)
El 19 de abril de 2025, WWE anunció en su panel previo al show de WrestleMania 41 que habían adquirido AAA. Anunciando su primer evento en conjunto NXT Worlds Collide programado para el 7 de junio de 2025.

## Shows y torneos
Los horarios de los programas de televisión son:
- A partir de 2018, los eventos de AAA se emiten en México por Space.
- AAA Sin Límite domingos 2:00 p. m. por Multimedios TV de Grupo Multimedios.
- A partir del 15 de febrero de 2019, sábados las 11:30 p. m. por Azteca 7 de TV Azteca.
- A partir del 2020, sus eventos pago por visión (PPV) se transmiten en vivo por FITE TV

Cada año AAA promueve una serie de eventos y torneos de firma: algunos se muestran como eventos pago por visión (PPV) y otros se presentan como programas especiales de televisión. Los shows anuales y torneos, se muestran en orden de aparición durante cada año:
| Evento              | Fecha a realizarse  | Notas |
| ------------------- | ------------------- | --- |
| Rey de Reyes        | Marzo - abril       | Es el primer evento PPV del año luchístico de la compañía. El evento principal es la final del Torneo Rey de Reyes, mismo que se ha desarrollado al inicio del año con una fase de grupos (regularmente 4 grupos de 4 luchadores) donde participan los luchadores más importantes de la compañía, con excepción del megacampeón en turno. En muchas ocasiones, ser ganador del torneo Rey de Reyes garantiza una lucha por el Megacampeonato en fechas posteriores (regularmente en Triplemanía o Héroes Inmortales). |
| Verano de Escándalo | Junio - mayo        | Segundo evento PPV anual de la compañía, mismo que se desarrolla actualmente en el mes de junio. Desapareció del calendario de la Tres veces estelar debido al empalme de fechas con el evento de Héroes Inmortales, mismo que se hace en honor al aniversario luctuoso del fundador Antonio Peña. |
| Triplemanía         | Agosto              | Es el evento más importante de la compañía, así como su principal evento PPV. Suele realizarse en el Palacio de los Deportes o la Arena Ciudad de México, ambos en México, D.F. Es el evento cumbre de la empresa en donde culminan las rivalidades más importantes de la empresa (principalmente a través de una lucha de apuestas) e inician las rivalidades rumbo a Héroes Inmortales. Una función llena de sorpresas y grandes apariciones. También es la ocasión para incluir a nuevas figuras al Salón de la Fama AAA. |
| Héroes Inmortales   | Octubre - noviembre | Inicialmente nombrado Homenaje a Antonio Peña, es en este evento PPV donde se festeja al fundador de la AAA Antonio Peña, más allá de ser una fecha que conmemora su aniversario luctuoso. En este evento se realizan dos eventos importantes, una es la final de la Copa Antonio Peña en homenaje al propio fundador y donde participan los luchadores más importantes de la compañía en un formato parecido al evento Rey de Reyes (calificación a través de grupos en eventos anteriores por un lugar en la final) exceptuando al megacampeón y además se lleva a cabo el ingreso de varios luchadores (activos e inactivos) al llamado "Salón de la fama AAA". |
| Guerra de Titanes   | Enero - diciembre   | Es el último evento PPV de la compañía, mismo que se conmemora normalmente en diciembre. En este PPV finalizan algunas de las rivalidades dadas a lo largo del año, principalmente aquellas que son de carácter secundario (principalmente luchas por títulos individuales o colectivos), además del ingreso de algunas nuevas estrellas a la caravana de la tres veces estelar rumbo a Rey de Reyes. |

## Controversia
AAA y en especial Antonio Peña han sido muy criticados por los amantes de la lucha libre por no permitir que los luchadores utilicen sus nombres al trabajar para otras empresas. Luchadores como Psicosis y La Parka fueron obligados a cambiar sus nombres cuando Peña tomó acciones legales para impedir que ambos usaran estos nombres, lo cuales otorgó a otros luchadores. Actualmente existe un Psicosis II/Ripper quien lucha en el circuito independiente mientras que Psicosis original lucha como "Nicho el millonario". Por su parte, La Parka original se vio obligado a cambiar su nombre a L.A. Park, mientras que AAA le otorgó a otro luchador el personaje de La Parka "AAA". Peña también trató de impedir que el original Máscara Sagrada utilizara el nombre y el equipo, pero al final Sagrada ganó un juicio por el derecho a utilizar el nombre, equipo y actitudes del personaje. A menudo AAA le otorga el personaje a otro luchador cuando el original deja la empresa, llamándolo "reciclado".

## Asociaciones
Aunque es poco frecuente, durante su historia, AAA ha trabajado con otras promociones de lucha libre en esfuerzos de colaboración:
| Año                                      | Empresa                                           |
| ---------------------------------------- | ------------------------------------------------- |
| 1993-1994                                | World Championship Wrestling                      |
| 1997, 2025-presente                      | World Wrestling Entertainment (NXT)               |
| 2004-2007, 2010-2012 2015, 2017-presente | Total Nonstop Action Wrestling / Impact Wrestling |
| 1998, 2010-2015                          | World Wrestling Council                           |
| 2010-presente                            | International Wrestling Revolution Group          |
| 2014-2015                                | Global Force Wrestling                            |
| 2014-2019                                | Lucha Underground                                 |
| 2015-2017, 2023-presente                 | Pro Wrestling NOAH                                |
| 2018-2020                                | Lucha Libre Elite                                 |
| 2018-2023                                | Major League Wrestling                            |
| 2019-2024                                | All Elite Wrestling                               |
| 2021-presente                            | National Wrestling Alliance                       |
| 2022-2024                                | Ring of Honor                                     |
| 2022                                     | Women of Wrestling                                |
| 2023-presente                            | Qatar Pro-Wrestling                               |
| 2023-presente                            | Nación Lucha Libre                                |

## Campeonatos actuales
Actualmente, AAA tiene 8 campeonatos; de los cuales, el campeonato máximo es el Megacampeonato de AAA.

## Próximos eventos
En la siguiente tabla, se exponen los eventos actuales de la AAA en curso, a la izquierda el que acaba de ocurrir, en medio el evento en producción, y el derecho el evento por realizarse:

| Predecesor: Triplemanía XXXIII | AAA x NXT: worlds collide 12 de septiembre de 2025 | Sucesor: Heroes Inmortales 2025 |

## Personal de AAA

### Plantel de luchadores y otros

#### Luchadores

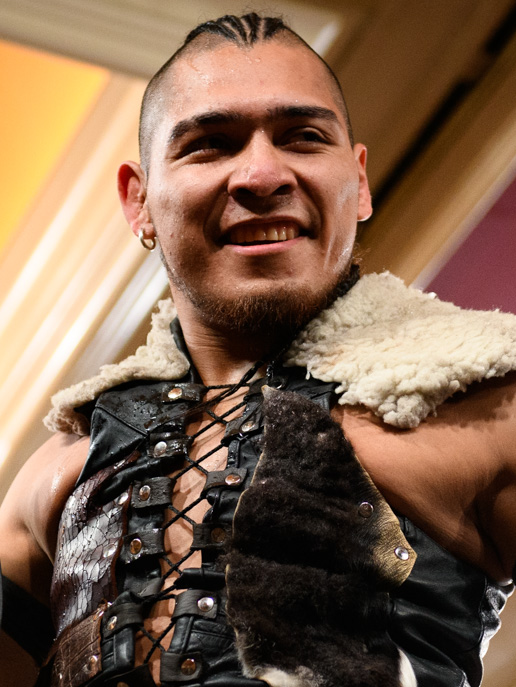
El Hijo del Vikingo, Megacampeón de AAA

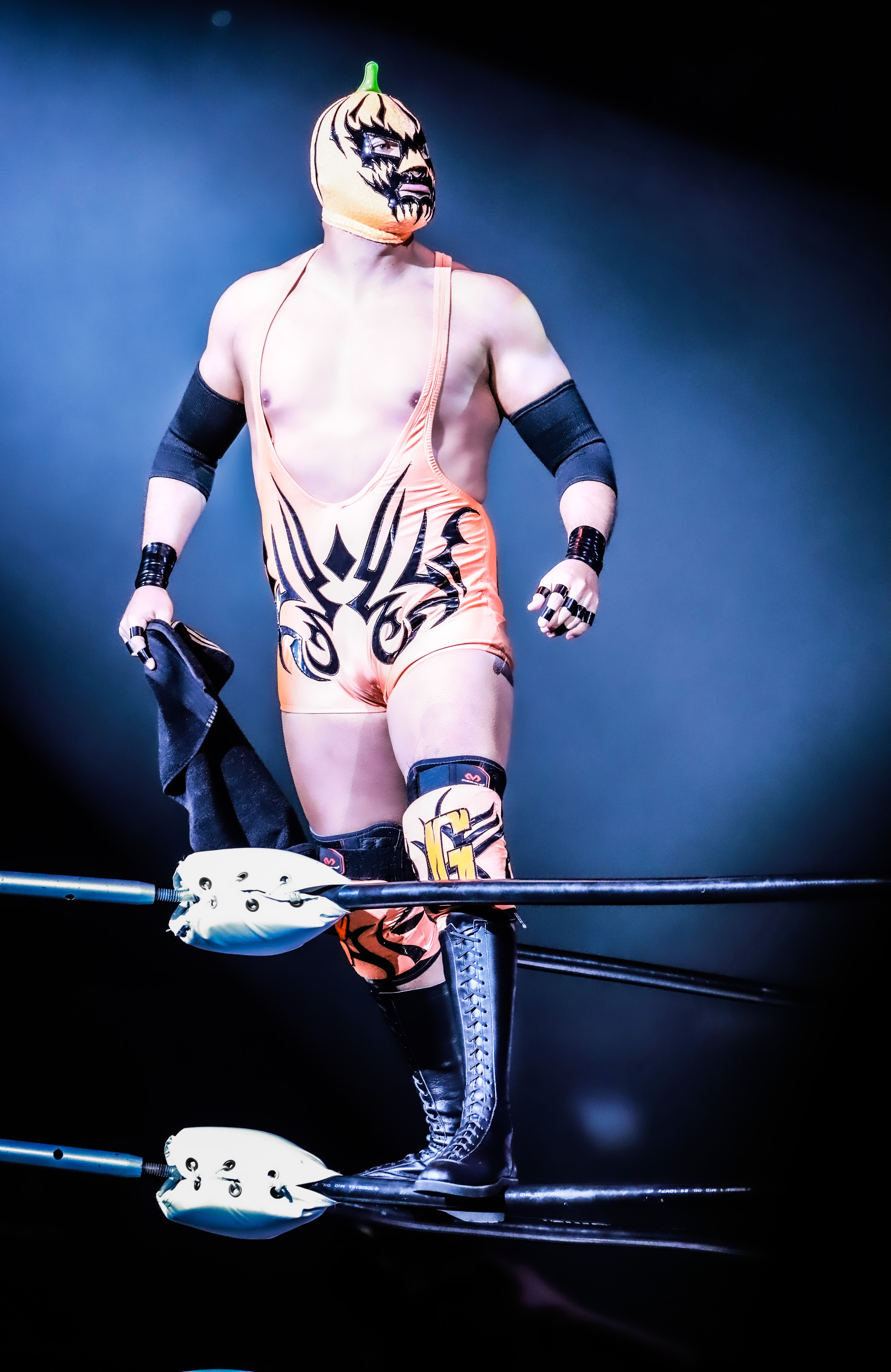
El Hijo de Dr. Wagner Jr., Campeón Latinoamericano de AAA

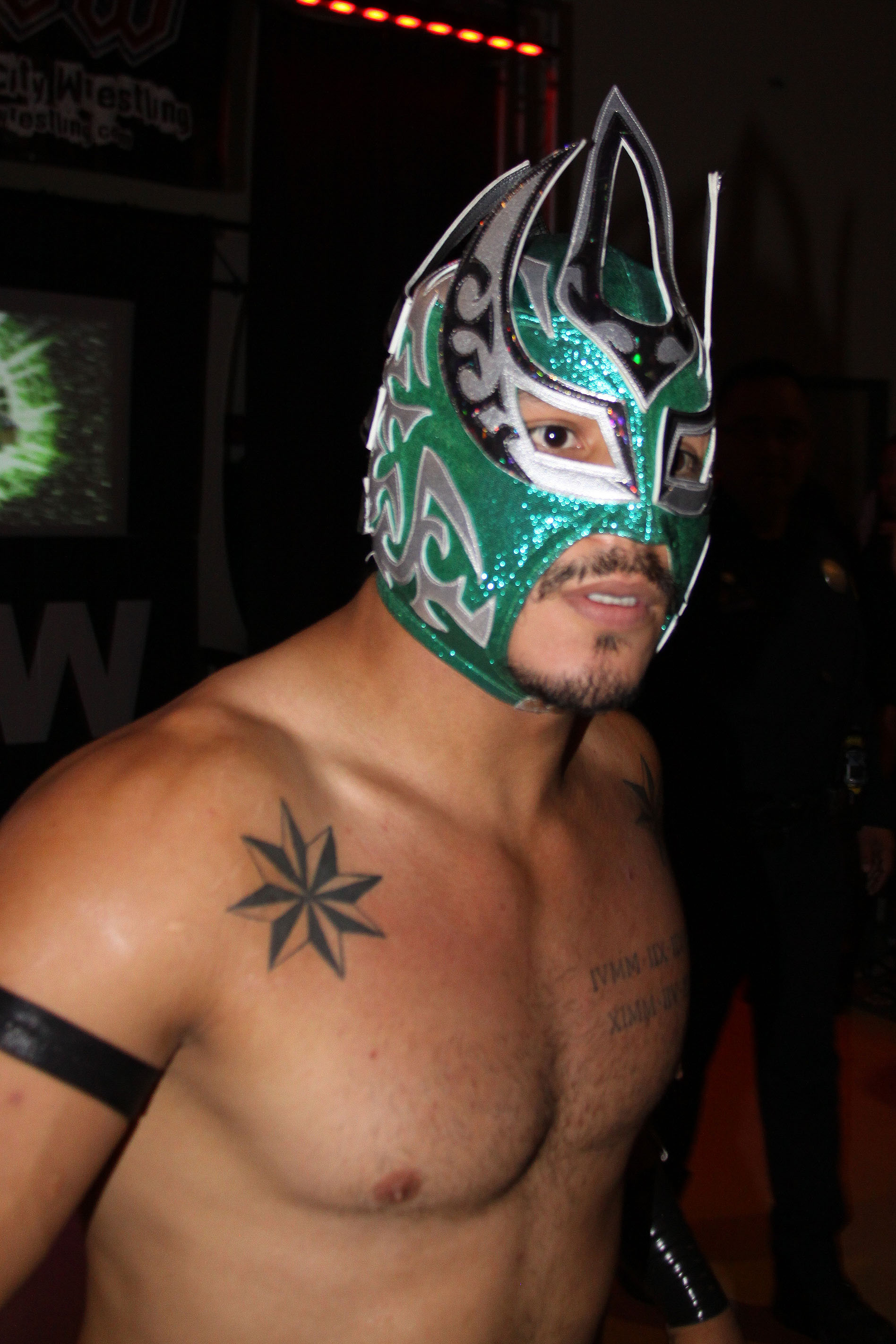
Laredo Kid, Campeón Mundial de Peso Crucero de AAA

| Nombre                    | Nombre Real              | Notas                                                                                      |
| ------------------------- | ------------------------ | ------------------------------------------------------------------------------------------ |
| Abismo Negro Jr.          | Desconocido              | Es el luchador Eterno. Campeón Mundial de Tercias de AAA.                                  |
| Aero Star                 | Desconocido              |                                                                                            |
| Alberto "El Patron"       | José Alberto Rodríguez   | Firmó contrato con Nación Lucha Libre.                                                     |
| Belcegor                  | Desconocido              |                                                                                            |
| Bengala Jr.               | Desconocido              | Posiblemente es el Arkángel Divino.                                                        |
| Chessman                  | Kevin Citlali Zamora     |                                                                                            |
| Cibernético               | Octavio Arriola          | Contrato libre.                                                                            |
| Dave the Clown            | Desconocido              |                                                                                            |
| Drago                     | Desconocido              |                                                                                            |
| Eclipse Vengador Jr.      | Desconocido              | Anteriormente como Lanzelot.                                                               |
| El Fiscal                 | Desconocido              |                                                                                            |
| El Hijo de Dr. Wagner Jr. | Desconocido              |                                                                                            |
| El Hijo del Vikingo       | Emmanuel Roman Morales   | Ganador del Torneo Rey de Reyes. Megacampeón de AAA.                                       |
| El Mesías                 | Gilbert Cosme            | Contrato libre. Campeón Latinoamericano de AAA.                                            |
| Forastero                 | Desconocido              |                                                                                            |
| La Parka II               | Desconocido              | Posiblemente es el Brazo de Oro Jr.                                                        |
| Laredo Kid                | Desconocido              | Firmó contrato con Total Nonstop Action Wrestling. Campeón Mundial de Peso Crucero de AAA. |
| Monster Clown             | Rafael Ramírez           |                                                                                            |
| Mr. Iguana                | Santiago Ibarra Calderón | Ganador de la Copa Triplemanía. Campeón Mundial de Parejas Mixto de AAA.                   |
| Murder Clown              | Desconocido              |                                                                                            |
| Myzteziz Jr.              | Carlos Ramírez Carmona   |                                                                                            |
| Negro Casas               | José Casas Ruiz          |                                                                                            |
| Niño Hamburguesa          | Iván Flores              |                                                                                            |
| Octagón Jr.               | Desconocido              | Anteriormente conocido como Golden Magic.                                                  |
| Pagano                    | José Julio Hernández     |                                                                                            |
| Psicosis II/Ripper        | Juan Ebodio González     | Conocido como Psyco Ripper Campeón Mundial de Tercias de AAA.                              |
| Puma King                 | Desconocido              | Contrato libre.                                                                            |
| Psycho Clown              | Desconocido              |                                                                                            |
| Raptor                    | Desconocido              | Lucha en funciones no televisadas.                                                         |
| Sam Adonis                | Samuel Polinsky          | Contrato libre.                                                                            |
| Sansón                    | Desconocido              |                                                                                            |
| Taurus                    | Desconocido              | Anteriormente conocido como Dick Angelo 3D.                                                |
| Último Maldito            | Desconocido              | Contrato libre.                                                                            |
| Vampiro                   | Ian Richard Hodgkinson   |                                                                                            |

#### Luchadoras
| Nombre        | Nombre Real               | Notas                                                                    |
| ------------- | ------------------------- | ------------------------------------------------------------------------ |
| Chik Tormenta | Cristina Azpeitia Ramírez | Firmó contrato con Women of Wrestling. Ganadora de la Copa Antonio Peña. |
| Dalys         | Desconocida               |                                                                          |
| Estrellita    | Bibiana Ochoa Barradas    |                                                                          |
| Faby Apache   | Fabiola Balbuena          |                                                                          |
| Flammer       | Desconocida               | Campeona Reina de Reinas de AAA.                                         |
| La Hiedra     | Desconocida               | Campeona Mundial de Parejas Mixto de AAA.                                |
| Maravilla     | Desconocida               |                                                                          |
| Lady Shani    | Desconocida               |                                                                          |
| Reina Dorada  | Desconocida               |                                                                          |

#### Mini-luchadores
| Nombre                | Nombre Real               | Notas                                           |
| --------------------- | ------------------------- | ----------------------------------------------- |
| Demus                 | José Luis Florencio Ramos |                                                 |
| Dinastía              | Desconocido               | Campeón Mundial de Mini-Estrella de AAA         |
| Drago kid             | Desconocido               | Anteriormente como Astrolux.                    |
| La Parkita            | Desconocido               |                                                 |
| La Parkita Negra      | Desconocido               |                                                 |
| Laredo Boy            | Marco Antonio Ceja        | Anteriormente como Freelance.                   |
| Mascarita Sagrada     | Desconocido               | Contrato libre.                                 |
| Microman              | Desconocido               |                                                 |
| Mini Abismo Negro     | Desconocido               |                                                 |
| Mini Histeria         | Rolando Fuentes Romero    |                                                 |
| Mini Gronda           | Desconocido               | Anteriormente como Solaris.                     |
| Mino Monster Clown ll | Desconocido               | Anteriormente conocido como Bronco González Jr. |
| Mini Murder Clown ll  | Desconocido               | nteriormente conocido como Fetiche Jr.          |
| Mini Psicosis         | Enrique del Río           |                                                 |
| Mini Pyscho Clown     | Desconocido               |                                                 |
| Octagoncito AAA 2019  | Desconocidos              | Anteriormente como dragón solar.                |

#### Personal secundario al aire
| Nombre             | Nombre Real                | Notas                    |
| ------------------ | -------------------------- | ------------------------ |
| Dorian Roldán Peña | Dorian Joaquín Roldán Peña | Director general de AAA. |
| Konnan             | Carlos Santiago Espada     | Creativo Principal       |
| Latin Lover        | Víctor Manuel Reséndez     | Director de Talento      |

#### Equipos de AAA
| Nombre                    | Nombre Real                                                | Notas                                           |
| ------------------------- | ---------------------------------------------------------- | ----------------------------------------------- |
| La Hiedra & Mr. Iguana    | La Hiedra & Mr. Iguana                                     | Campeones Mundiales de Parejas Mixto de la AAA. |
| Las Tóxicas               | Chik Tormenta, Maravilla, Flammer y La Hiedra              |                                                 |
| Los Jinetes del Aire      | Octagón Jr, El Hijo del Vikingo, Aramís y Myzteziz Jr.     |                                                 |
| Los Psycho Circus         | Psycho Clown, Murder Clown, Monster Clown y Dave The Clown |                                                 |
| Los Nuevos Vipers         | Psicosis II, Abismo Negro Jr.                              | Campeones Mundiales de Tríos de la AAA.         |
| Nueva Generación Dinamita | Forastero y Sansón                                         |                                                 |

#### Árbitros
| Nombre               | Nombre Real    | Notas  |
| -------------------- | -------------- | ------ |
| Copetes Salazar      | Raúl Salazar   | [ 31 ] |
| El Hijo del Tirantes | Fernando Landa | [ 32 ] |
| El Piero             | Desconocido    | [ 33 ] |
| Marty Elias          | Marty Elias    |        |

#### Equipo de transmisión
| Nombre              | Nombre Real            | Notas                                        |
| ------------------- | ---------------------- | -------------------------------------------- |
| Aldo Farías         | Aldo Farías            | Comentarista en Multimedios.                 |
| Bere                | Desconocido            | Bailarina.                                   |
| Carlos Cabrera      | Carlos Rodrigo Cabrera | Comentarista en FITE TV.                     |
| Daniela             | Desconocido            | [ 35 ]                                       |
| El Tirantes         | Cruz Reyes Landa       | Comentarista en Azteca 7. Árbitro ocasional. |
| Erika               | Desconocido            | Bailarina.                                   |
| Ethel               | Desconocido            | Bailarina.                                   |
| Gerardo Melín       | Gerardo Melín          | Comentarista en Azteca 7.                    |
| Hugo Savinovich     | Hugo Savinovich        | Comentarista en Twitch                       |
| Jesús Zúñiga        | Jesús Zúñiga           | Anunciador de ring.                          |
| José Manuel Guillén | José Manuel Guillén    | Comentarista en Twitch.                      |
| Lorena              | Desconocido            | Bailarina.                                   |
| Marisela Peña       | Marisela Peña Herrada  | Presidenta de AAA.                           |
| Rafael Ayala        | Rafael Ayala           | Comentarista en Azteca 7.                    |
| Roberto Figueroa    | Roberto Figueroa       | Comentarista en Multimedios.                 |
| Setsuko             | Desconocido            | [ 39 ]                                       |